# بلاذر شرقي
بَلَاذُر أو بَلَاذُر شرقي أو أَنَقَرْدِيَا (الاسم العلمي: Anacardium semecarpus) هي نوع من النباتات يتبع جنس نصفي الثمر من فصيلة البلاذرية.